# Challenger de Tallahassee 2013
El Tallahassee Tennis Challenger de 2013 es un torneo de tenis profesional jugado en canchas duras. Es la 14 ª edición del torneo que forma parte del ATP Challenger Tour 2013. Se lleva a cabo en Tallahassee, Estados Unidos entre el 29 de abril y 5 de mayo de 2013.

## Jugadores participantes del cuadro de individuales

### Cabezas de serie
| País                      | Jugador         | Rank1 | Favorito |
| Bandera de Estados Unidos | Michael Russell | 96    | 1        |
| Bandera de Estados Unidos | Ryan Harrison   | 100   | 2        |
| Bandera de Estados Unidos | Wayne Odesnik   | 117   | 3        |
| Bandera de Estados Unidos | Jack Sock       | 120   | 4        |
| Bandera de Estados Unidos | Tim Smyczek     | 123   | 5        |
| Bandera de Estados Unidos | Steve Johnson   | 128   | 6        |
| Bandera de Estados Unidos | Denis Kudla     | 143   | 7        |
| Bandera de Alemania       | Mischa Zverev   | 146   | 8        |
| ------------------------- | --------------- | ----- | -------- |

- 1 Se ha tomado en cuenta el ranking del 22 de abril de 2013.

### Otros participantes
Los siguientes jugadores recibieron una invitación (wild card), por lo tanto ingresan directamente al cuadro principal (WC):
- Reid Carleton
- Dominic Cotrone
- Salif Kanté
- Austin Krajicek

Los siguientes jugadores ingresan al cuadro principal tras disputar el cuadro clasificatorio (Q):
- Ilija Bozoljac
- Christian Harrison
- Greg Jones
- Michael Venus

## Jugadores participantes en el cuadro de dobles

### Cabezas de serie
| País                      | Jugador            | País                      | Jugador         | Rank1 | Favorito |
| Bandera de Estados Unidos | Austin Krajicek    | Bandera de Estados Unidos | Tennys Sandgren | 295   | 1        |
| Bandera de Estados Unidos | Alex Kuznetsov     | Bandera de Alemania       | Mischa Zverev   | 339   | 2        |
| Bandera de Colombia       | Nicolás Barrientos | Bandera de Ucrania        | Denys Molchanov | 412   | 3        |
| Bandera del Reino Unido   | David Rice         | Bandera del Reino Unido   | Sean Thornley   | 444   | 4        |
| ------------------------- | ------------------ | ------------------------- | --------------- | ----- | -------- |

- 1 Se ha tomado en cuenta el ranking del día 22de abril de 2013.

### Otros participantes
Los siguientes jugadores recibieron una invitación (wild card), por lo tanto ingresan directamente al cuadro principal:
- Andrés Bucaro /  Benjamin Lock
- Salif Kanté /  Takura Happy

## Campeones

### Individual Masculino
- Denis Kudla derrotó en la final a  Cedrik-Marcel Stebe, 6–3, 6–3

### Dobles Masculino
- Austin Krajicek /  Tennys Sandgren derrotaron en la final a  Greg Jones /  Peter Polansky, 1–6, 6–2, [10–8]